# Préfecture de Golpayegan
La préfecture de Golpayegan est une préfecture de la ville de Golpayegan, chef-lieu de la province d'Ispahan, en Iran.